# Paraphenice seydeli
Paraphenice seydeli är en insektsart som beskrevs av Synave 1973. Paraphenice seydeli ingår i släktet Paraphenice och familjen Derbidae. Inga underarter finns listade i Catalogue of Life.